# Cruz Fidélitas
La Cruz Fidélitas es una condecoración destinada a premiar el tiempo de fidelidad y dedicación ministerial de los capellanes castrenses en las Fuerzas Armadas de España y para recompensar acciones notables y meritorias, tanto de capellanes como de personal militar o civil así como instituciones, en referencia a la Iglesia y al Evangelio en el ámbito del Arzobispado Castrense de España.  

## Concesión
Creada por decreto del arzobispo castrense monseñor Francisco Pérez González, el 25 de julio de 2007. Es la condecoración propia del Arzobispado Castrense de España, de modo que nunca es impuesta, ni siquiera de modo excepcional, por nadie que no sea el arzobispo castrense o su delegado. 
Los criterios para su concesión son los siguientes: 
- Cruz Fidélitas de Primera Clase: capellanes castrenses que hayan cumplido 25 años de servicio (Oro).
- Cruz Fidélitas de Segunda Clase: capellanes castrenses que hayan cumplido 20 años de servicio (Plata).
- Cruz Fidélitas de Tercera Clase: capellanes castrenses que hayan cumplido 15 años de servicio (Bronce).
- Gran Cruz de la Cruz Fidélitas: se otorga en casos verdaderamente excepcionales, a quien haya prestado un especial, valioso y particularmente relevante servicio al Arzobispado Castrense de España.
- Cruz de Honor de la Cruz Fidélitas: recompensa por un servicio excepcional y relevante o por una colaboración constante y altamente eficaz en el marco de la actividad del Arzobispado Castrense de España.

Todas las concesiones de la Cruz Fidelitas se publican en el Boletín Oficial del Arzobispado Castrense de España.

## Categorías
| Categorías Cruz Fidélitas (únicamente se conceden a capellanes castrenses) |                                                          |                                                     |
|                                                                            |                                                          |                                                     |
|                                                                            |                                                          |                                                     |
| Placa (Cruz Primera Clase: 25 años servicio, Oro)                          | Encomienda (Cruz Segunda Clase: 20 años servicio, Plata) | Cruz (Cruz Tercera Clase: 15 años servicio, Bronce) |

Existen distinciones honoríficas de la Cruz Fidélitas que, independientemente de la condición del condecorado, sea eclesiástica, militar o civil, premian servicios relevantes al Arzobispado Castrense de España:
| Distinciones honoríficas |               |
|                          |               |
|                          |               |
| Gran Cruz                | Cruz de honor |

## Desposesión de distinciones
El agraciado con cualesquiera de las categorías que haya sido sentenciado por la comisión de un delito doloso o pública y notoriamente haya incurrido en actos contrarios a las razones determinantes de la concesión de la distinción podrá, en virtud de expediente iniciado de oficio o por denuncia motivada, y con intervención del Fiscal de la Real Orden, ser desposeído del título correspondiente a la distinción concedida, decisión que corresponde a quien la otorgó.